# Luitpold-Gymnasium (München, bis 1918)
Das Luitpold-Gymnasium war ein humanistisches Gymnasium in München. Es wurde 1887 gegründet und befand sich in der Müllerstraße 7 in der Isarvorstadt. 1918 wurde es mit dem Neuen Realgymnasium in der Klenzestraße unter einer gemeinsamen Verwaltung zusammengeführt. Letzteres übernahm 1921 auch das Gebäude, das 1944 zerstört wurde. An seiner Stelle wurde ein später stillgelegtes Heizkraftwerk errichtet, das inzwischen zur Luxuswohnanlage The Seven umgebaut wurde.

## Geschichte
Das Luitpold-Gymnasium wurde 1887 als viertes von insgesamt fünf humanistischen Gymnasien gegründet, die München im 19. Jahrhundert mit der Ausbildung in Latein und Griechisch unterhielt, und in einem ehemaligen Lazarettgebäude in der Müllerstraße untergebracht. Bis zur Jahrhundertwende gingen aus ihm einige bekannte Personen der Zeitgeschichte hervor, so zum Beispiel der Maler Franz Marc, sein Bruder Paul und der Chiemseemaler Constantin Gerhardinger; Albert Einstein besuchte die Schule sechs Jahre lang. Der Byzantinist August Heisenberg unterrichtete ab 1899 für einige Jahre am Luitpold-Gymnasium. Von 1902 bis 1916 wurde das Gymnasium von Georg von Orterer, dem damaligen Präsidenten der Kammer der Abgeordneten  des Bayerischen Landtags geleitet.

Mit königlichem Beschluss vom 24. Juni 1918 wurde das Luitpold-Gymnasium in der Müllerstraße gemeinsam mit der – wegen erhöhtem Schüleraufkommens – eingerichteten Dependance des 1864 gegründeten ersten Münchner Realgymnasiums, die sich seit 1813/14 in der benachbarten Klenzestraße 54 befand, unter eine Leitung gestellt: 

„Seine Majestät der König haben sich Allergnädigst gewogen gefunden, mit Wirkung vom 1. September 1918 – soweit nicht anders bestimmt ist – die bisher bei dem Realgymnasium München bestehende Filiale an der Klenzestraße von dieser Anstalt, die bis auf weiteres den Namen 'Altes Realgymnasium' zu führen hat, abzutrennen und mit dem Luitpoldgymnasium in München unter der Bezeichnung NEUES REALGYMNASIUM unter einer Leitung zu verbinden.“

Am 10. September 1918 nahm das Neue Realgymnasium an beiden Standorten den Unterricht auf.
Während der Münchener Räterepublik wurde das Schulgebäude am 13. April 1919 von der IV. Abteilung der kommunistischen Roten Armee besetzt und diente fortan als Kaserne, in der sich etwa 700–800 Rotarmisten und Zivilisten aufhielten. Die „Kommission zur Bekämpfung der Gegenrevolution“ brachte hierhin Gefangene und Geiseln. Am 30. April 1919 kam es auf dem Schulgelände zum so genannten Geiselmord in München, in dessen Folge die Münchner Räterepublik in Gewalt endete.
1921 zog das Neue Realgymnasium vollständig in das Gebäude in der Müllerstraße 7 ein. Nach dessen Zerstörung 1944 wurde das Realgymnasium, 1938 umgewandelt in eine Oberschule für Jungen, zunächst an verschiedenen Orten untergebracht; an seinem jetzigen Standort erhielt es 1965 den Namen Albert-Einstein-Gymnasium. Das heutige Staatliche Luitpold-Gymnasium in München hat historisch mit dem ehemaligen Gymnasium gleichlautenden Namens nichts zu tun.

## Gebäude
Das Gebäude an der Müllerstraße wurde 1777 auf Initiative von Kurfürst Maximilian III. Joseph (1727–1777) als Lazarett für die Garnisonsstadt München erbaut, seinerzeit noch vor den Toren der Stadt in den Isarauen. Nachdem es in den folgenden hundert Jahren im Zuge der Ausdehnung der Stadt nahezu vollständig umbaut worden war, wurde 1882 ein neues Militärlazarett errichtet und das Gebäude am sogenannten Lazarettbach nach einigen Jahren unterschiedlicher Nutzung zu einem Schulhaus umgebaut, das ab 1887 das neugegründete Luitpold-Gymnasium beherbergte. Das Gebäude wurde bis 1944, seit 1921 durch das Neue Realgymnasium, als Schule genutzt. Am 24. April 1944 erhielt das Haus einen Bombentreffer und brannte vollständig aus. Nach Ende des Zweiten Weltkriegs entstand an seiner Stelle ein Heizkraftwerk. Im Jahr 2001 stellte es aufgrund seines hohen Alters seinen Betrieb ein. Nach einem 2007 ausgeschriebenen Architekturwettbewerb wurden die Gebäude ab 2011 nach dem Siegerentwurf zu einem städtischen Wohn- und Büroensemble umgebaut.